# HD25423
HD25423 — хімічно пекулярна зоря спектрального класу A3, що має видиму зоряну величину в смузі V приблизно  9,2.
Вона  розташована на відстані близько 929,2 світлових років від Сонця.